# Huile essentielle de menthe

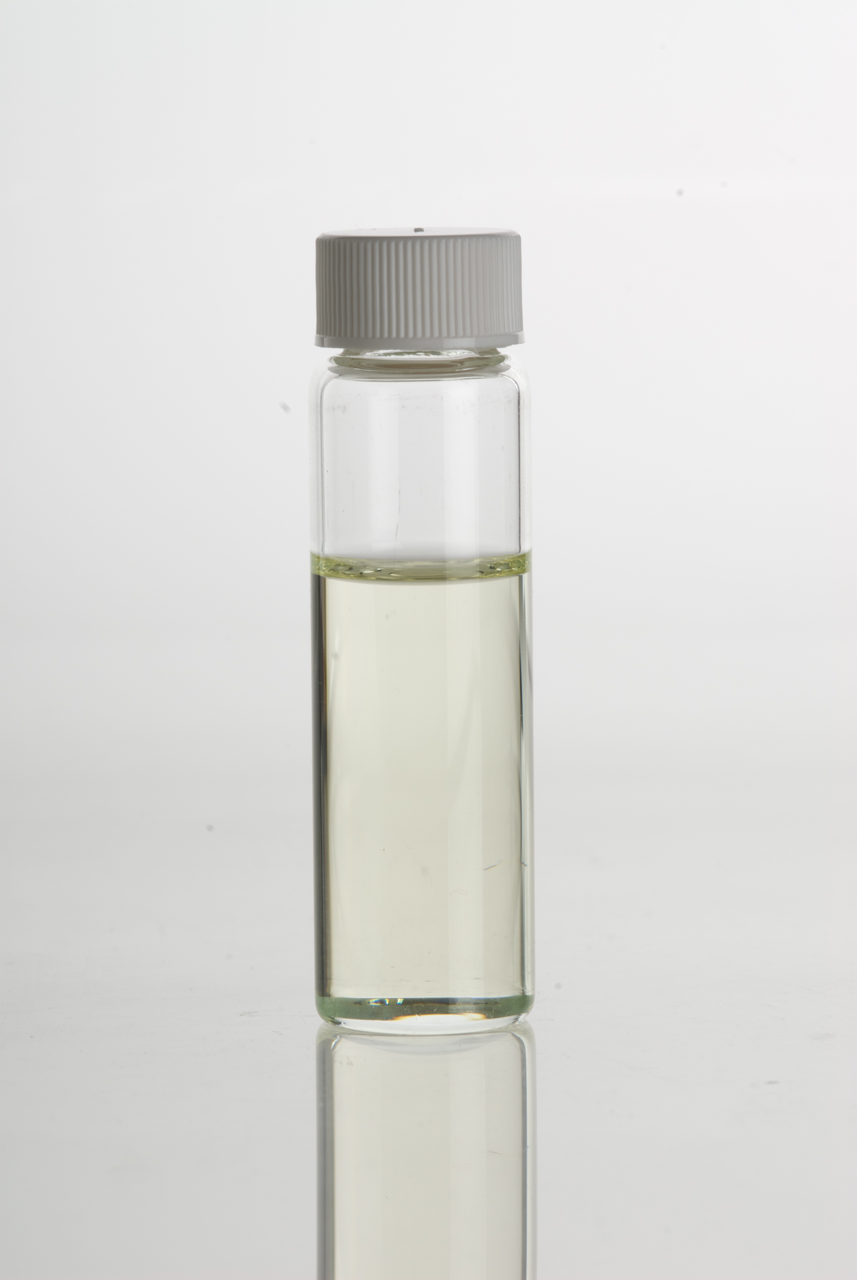
Flacon d'huile essentielle de menthe poivrée.

 (juin 2016).
Si vous disposez d'ouvrages ou d'articles de référence ou si vous connaissez des sites web de qualité traitant du thème abordé ici, merci de compléter l'article en donnant les références utiles à sa vérifiabilité et en les liant à la section « Notes et références ».
L'huile essentielle de menthe ou essence de menthe peut être obtenue par distillation complète des feuilles de menthe. C'est un liquide jaune pâle dont la très forte odeur est due aux menthols (menthe poivrée ou japonaise) ou au linalol (menthe citronnée).

## Composition moyenne
Composition de l'huile essentielle obtenue par chromatographie :
| Famille                       | Composé                | Menthe poivrée mentha x piperita | Menthe citronée mentha x citrata | Menthe japonaise mentha x arvensis |
| ----------------------------- | ---------------------- | -------------------------------- | -------------------------------- | ---------------------------------- |
| Terpènes / Monoterpénols      | Menthol                | 46,68 %                          | 3,02 %                           | 40,82 %                            |
| Terpènes / Monoterpénols      | Linalol                |                                  | 42,28 %                          |                                    |
| Terpènes / Monoterpénols      | α-terpinéol            | 1,05 %                           | 2,66 %                           | 0,64 %                             |
| Terpènes / Esters terpéniques | Acétate de menthyle    | 6,97 %                           |                                  | 5,02 %                             |
| Terpènes / Esters terpéniques | Acétate de linalyle    |                                  | 37.38%                           |                                    |
| Terpènes / Esters terpéniques | Acétate de géranyle    |                                  | 1,72 %                           |                                    |
| Terpènes / Esters terpéniques | Acétate de néryle      |                                  | 0,92 %                           |                                    |
| Terpènes / Esters terpéniques | Acétate d'octène-3-yle |                                  | 0,26 %                           |                                    |
| Terpènes / Esters terpéniques | Acétate de néomenthyle |                                  | 0,20 %                           |                                    |
| Terpènes / Esters terpéniques | Acétate d'octane-3-yle |                                  | 0,19 %                           |                                    |
| Terpènes / Esters terpéniques | Acétate d'isomenthyle  |                                  | 0,10 %                           |                                    |
| Terpènes / Monoterpénones     | Menthone (en)          | 22,44 %                          |                                  | 22,27 %                            |
| Terpènes / Monoterpénones     | Pulégone               | 3,19 %                           |                                  | 1,80 %                             |
| Terpènes / Monoterpénones     | Isomenthone            | 2,36 %                           |                                  | 7,80 %                             |
| Terpènes / Monoterpénones     | Pipéritone             | 0,97 %                           |                                  | 1,06 %                             |
| Terpènes / Monoterpène        | Limonène               | 2,32 %                           | 1,01 %                           | 3,15 %                             |
| Terpènes / Monoterpène        | Myrcène                |                                  | 1,18 %                           | 0,38 %                             |
| Terpènes / Monoterpène        | α-pinène               | 0,55 %                           |                                  | 0,39 %                             |
| Terpènes / Monoterpène        | β-pinène               | 0,61 %                           |                                  | 0,52 %                             |
| Terpènes / Monoterpène        | Sabinène               | 0,26 %                           |                                  | 0,18 %                             |
| Terpènes / Monoterpène        | E-β-ocimène            |                                  | 0,95 %                           |                                    |
| Terpènes / Monoterpène        | Z-β-ocimène            |                                  | 0,89 %                           |                                    |
| Terpènes / Monoterpène        | γ-terpinène            |                                  | 0,22 %                           |                                    |
| Terpènes / Monoterpène        | terpinolène            |                                  | 0,18 %                           |                                    |
| Terpènes / Monoterpène        | p-cymène               |                                  | 0,15 %                           |                                    |
| Terpènes / Oxyde terpènique   | Menthofurane           | 2,02 %                           |                                  | 7,00 %                             |
| Terpènes / Oxyde terpènique   | 1,8-cinéol             | 1,44 %                           | 0,39 %                           |                                    |
| Terpène / Sesquiterpènes      | β-caryophyllène        | 1,69 %                           | 3,74 %                           | 0,70 %                             |
| Terpène / Sesquiterpènes      | β-bourbonnène          | 0,31 %                           |                                  | 0,26 %                             |
| Terpène / Sesquiterpènes      | germacrène-D           |                                  | 0,50 %                           | 0,44 %                             |
| Terpène / Sesquiterpènes      | bicyclogermacrène      |                                  |                                  | 0,15 %                             |